# Retaule de Santa Columba
El retaule de Santa Columba (o Adoració dels Mags) és un tríptic pintat a l'oli sobre taula cap a 1455 per Rogier van der Weyden per a l'altar de l'església de Santa Columba de Colònia que s'exhibeix actualment en l'Alte Pinakothek de Múnic. Tancat mesura el que la seva taula central (139,5 centímetres d'alt per 153 d'ample) i desplegat arriba als 293 cm d'amplària, sumant els setanta de cada panell lateral.
En la casella central apareix l'Adoració dels Reis Mags. Les figures estan emmarcades per un fons arquitectònic, que mostra la influència del recent viatge de Van der Weyden a Itàlia, on va conèixer la pintura del Renaixement meridional, especialment en l'obra de Gentile da Fabriano.
Les figures estan disposades com en un fris, amb la Verge i el Nen col·locats lleugerament a l'esquerra del pilar central del portal de Belén, que es converteix en eix de la composició i que, anacrònicament, inclou un crucifix; Jesús rep les ofrenes dels Reis Mags que representen les tres edats de l'home, i no les diferents races, ja que encara no era habitual el costum de representar a un d'ells negre.
Els panells laterals mostren l'Anunciació (esquerra) i la Presentació de Jesús al Temple (dreta).
El cromatisme, com és habitual en la pintura de Van der Weyden, és viu i contrastat; es representen amb minuciositat els objectes, com correspon a l'escola flamenca de pintura.